# Dilatempusa aegyptiaca
Dilatempusa aegyptiaca är en bönsyrseart som beskrevs 1917 av Ermanno Giglio-Tos. Den ingår i släktet Dilatempusa och familjen Empusidae. Inga underarter finns listade i Catalogue of Life.